# Dido Havenaar
Dido Havenaar (Hazerswoude-Dorp, 26 de setembro de 1957) é um ex-futebolista neerlando-japonês que atuava como goleiro.

## Carreira
Em sua carreira de 19 anos, Havenaar defendeu apenas um time de seu país natal: o ADO Den Haag, onde atuou entre 1979 e 1984, ficando 2 anos parado antes de mudar-se para o Japão em 1986.
Na Terra do Sol Nascente, o goleiro defendeu o Mazda (atual Sanfrecce Hiroshima), o Yomiuri (hoje Tokyo Verdy), o Nagoya Grampus, o Júbilo Iwata (onde também acumulava a função de preparador de goleiros) e o Consadole Sapporo, onde parou de jogar em 1998, aos 41 anos. Em 1994, obteve a cidadania japonesa após 8 anos atuando em território nipônico.
Antes da aposentadoria, trabalhou como treinador de goleiros do Toyota Motors (precursor do Nagoya Grampus) entre 1991 e 1992, além de ter exercido o cargo na Seleção Japonesa (1993), Consadole Sapporo (1999-2002), Yokohama F. Marinos (2003-06), Shimizu S-Pulse (2011-12) e Suwon Bluewings (2013-14).
Foi também preparador físico no Ryutsu Keizai University (2007) e no Nagoya Grampus (2008-11).
Seus filhos, Mike e Nikki, também são jogadores profissionais de futebol (enquanto o primeiro, que joga no ADO Den Haag - mesmo clube onde seu pai iniciara a carreira - é atacante, o segundo, revelado no Nagoya Grampus, joga como defensor). Ao contrário deles, o goleiro não chegou a defender a Seleção Japonesa.